# Huang Wenbi
Huang Wenbi (chinesisch 黃文弼 / 黄文弼, Pinyin Huáng Wénbì, W.-G. Huang Wen-pi; * 23. April 1893 in Hanchuan, Provinz Hebei, Kaiserreich China; † 18. Dezember 1966) war ein chinesischer Archäologe und einer der Begründer der modernen chinesischen Archäologie.

## Leben
Er nahm an der von der deutschen Regierung und der Lufthansa gesponserten Chinesisch-Schwedischen Expedition (1926–1935) von Sven Hedin in die Mongolei und nach Xinjiang (in die Wüste Gobi) teil, die sich auf das Lop Nor-Gebiet konzentrierte. (Sein auf dieser Expedition geführtes Tagebuch erschien 1990.)
Huang Wenbi war Mitglied des Instituts für Archäologie der Chinesischen Akademie der Sozialwissenschaften und führte seit den 1950er-Jahren weitere archäologische Forschungsreisen in die westlichen Regionen (Xiyu) durch. 
Insbesondere um die Erforschung der historischen Stadt Gaochang machte er sich verdient.

## Schriften
- Gaochang zhuanji, Peking 1931
- Gaochang zhuanji zhuiyan, Peking 1931
- Gaochang taoji 1934
- Luobu Nao'er kaogu ji (The Exploration around Lob Nor: A report on the exploratory work during 1930 and 1934; chinesisch mit englischer Übersetzung des Vorwortes und der Inhaltsübersicht), Peking 1948.
- Gaochang tuanji, Peking 1951.
- Gaochang zhuanji 1951
- Talimu Pendi kaogu ji, Peking 1958.
- Tulufan kaogu ji 1954, 1958
- Huang Wenbi Meng Xin Kaocha riji 1927–1930 [Huang Wenbi's Mongolia and Xinjiang Survey Diary], Peking: Wenwu chubanshe 1990
- Xinjiang kaogu fajue baokap, 1983
- Xibei shi di luncong, 1981